# Erich von Falkenhayn
Erich Georg Anton von Falkenhayn (Burg Belchau, 11 de setembro de 1861 — Potsdam, 8 de abril de 1922) foi um general alemão, ministro da Guerra e chefe do estado-maior durante a Primeira Guerra Mundial.

## História
Nascido em Burg Belchau, perto de Graudenz, na Prússia, seguiu carreira militar. Entre 1896 e 1903, durante seus serviços em para a Dinastia Qing, onde testemunhou ações durante a Guerra dos Boxers. Depois, o exército alemão o enviou para Brunswick, Metz e Magdeburg. Em 1913 se tornou ministro da guerra, e atuou como um dos principais líderes da Primeira Guerra Mundial, quando o assassinato de Francisco Fernando em Sarajevo, aconteceu. Tal como muitos outros militares alemães, ao princípio, não acreditava que a guerra fosse assumir proporções globais. No entanto, logo aceitou a realidade dos factos e, subsequentemente, sugeriu ao Kaiser Wilhellm II que declarasse guerra.
Falkenhayn substituiu Helmuth Johannes Ludwig von Moltke como chefe do Exército Alemão, após a Batalha do Marne em 14 de setembro de 1914. Confrontando as falhas do Plano Schlieffen devido à interferência de Moltke, tentando flanquear os britânicos, e os franceses na “Corrida Para o Mar”, uma série de confrontos em todo o norte da França e da Bélgica no qual cada lado tentou chegar ao litoral. Os aliados conseguiram deter o avanço alemão na Primeira Batalha de Ypres (em outubro de 1914).    
Preferindo uma ofensiva estratégica na Frente Ocidental, conduzindo uma campanha limitada no leste: era esperado que a Rússia pudesse aceitar um armistício para escapar de uma humilhante derrota militar. Isto acicatou conflitos entre si, Paul von Hindenburg e Ludendorff, o que acabou por favorecer as ofensivas no Leste. 

## Carreira Militar
Assumindo o comando do 9.° exército, juntou-se às forças na Transilvânia no ataque à Roménia, juntamente com Von Mackensen . As forças dos alemães capturaram Bucareste em menos de 4 meses.
Seguindo este sucesso foi ordenado que Falkenhayn assumisse o comando de uma divisão turca na Palestina, mas não conseguiu evitar a queda da cidade de Jerusalém nas mãos dos ingleses, em dezembro de 1917.
Em fevereiro de 1918 esteve no comando do Décimo Exército na Bielorrússia, onde testemunhou o fim da guerra. Em 1919 se retirou das forças armadas, época em que escreveu vários livros de estratégia militar.  

## Honrarias
- Pour le Mérite